# São Jorge (Manaus)

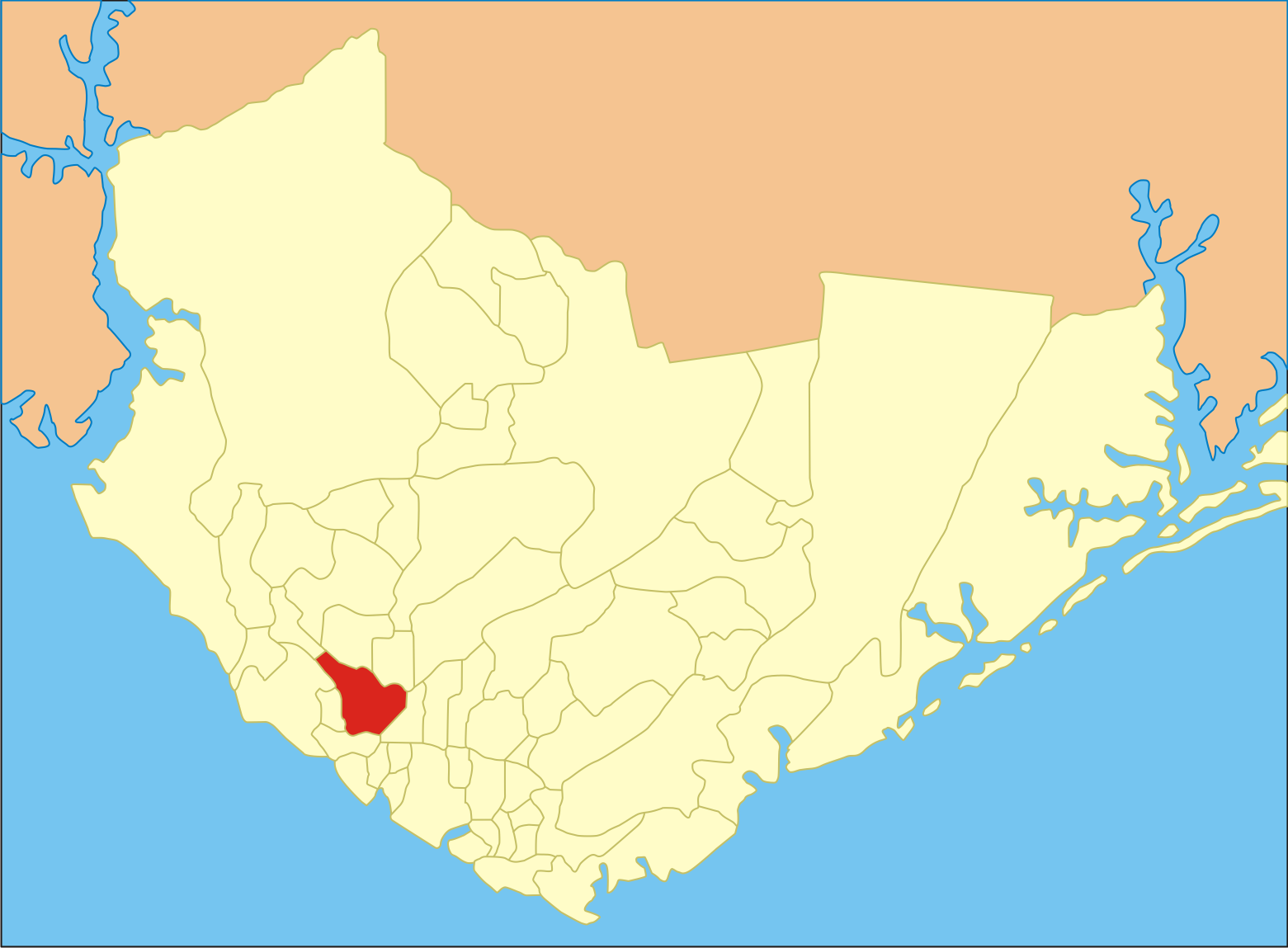
Localização do bairro São Jorge em Manaus.

São Jorge é um bairro do município brasileiro de Manaus, capital do estado do Amazonas. Localiza-se na Zona Oeste da cidade. De acordo com estimativas da Secretaria de Desenvolvimento Econômico, Ciência, Tecnologia e Inovação do Amazonas (SEDECTI), sua população era de 25 585 habitantes em 2017.
Integram o bairro: os conjuntos João Goulart, dos Bancários 1 e dos Comerciários; as vilas militares Bafurubu II, General Euclides Figueiredo I até IV, Guararapes e Plácido de Castro (uma pequena porção). E também os condomínios ali situados.

## Localização
O São Jorge está localizado na Zona Oeste da cidade, numa superfície de 292 hectares, fazendo fronteira com os seguintes bairros: Santo Antônio, Vila da Prata, Compensa, Nova Esperança, Dom Pedro, Chapada e São Geraldo.

## Transportes
São Jorge é atendido pela empresa Via Verde Transportes Coletivos, com as linhas 102 e 118.